# Вахрушев (станция)
Вахрушев — железнодорожная станция Сахалинского региона Дальневосточной железной дороги. Названа по одноимённому посёлку.

## История
Станция открыта в 1936 году составе пускового участка Макаров — Поронайск.
В 1939 году в 12 километрах от станции началась разработка угольного месторождения (ныне станция Вахрушев-Угольный), и от станции к нему был проложен подъездной путь.

## Деятельность
По параграфу станция способна осуществлять небольшие грузовые отправлений со складов и на открытых площадках, приём вагонов с грузовой станции Вахрушев-Угольный, а также продажу пассажирских билетов. На станции останавливаются все пассажирские поезда (кроме поезда № 001/002), курсирующие между Южно-Сахалинском, Тымовском и Ногликами.